# Рассел, Анна
Анна (Уорсли) Расселл (англ. Anna (Worsley) Russell; 1807—1876) — британский ученый-ботаник. Рассел называют «одной из самых способных и выдающихся женщин-ботаников своего времени».

## Биография
Анна родилась в ноябре 1807 года в Бристоле, в семье сахарного промышленника Филиппа Джона Уорсли. Ее родители придерживались унитарианских взглядов и поощряли интерес детей к естествознанию. Сначала Анна увлекалась энтомологией, но в итоге стала изучать ботанику, что во многом является заслугой ее сводного брата, Томаса Батлера, позднее ставшего настоятелем прихода в Ноттингеме, а также являвшегося отцом писателя Сэмюэла Батлера.
В 1835 году, в первой части New Botanist’s Guide Хьюитта Уотсона были опубликованы работы Уорсли о цветущих растениях Бристоля. В 1839 году Анна издает Catalogue of Plants, found in the Neighbourhood of Newbury, посвященную растениям Беркшира. Вскоре после этого Анна стала членом Ботанического общества Лондона. В это же время она занимается исследованиями мхов и грибов.
В 1844 году Анна выходит замуж за Фредерика Рассела, который также был ботаником. Сначала они поселяются в Брислингтоне, но в 1856 году переезжают в Кенилуэрт, Уорикшир, где Расселл изучила около двух сотен видов грибов. Позднее эти исследования вместе с несколькими десятками рисунков Анны были опубликованы в Британском ботаническом журнале.
Анна Рассел умерла в Кэнилуорсе 11 ноября 1876 года.